# Bosko Orovic
Christian Bosko Luca Orovic, född 13 juli 1972 i Södertälje, är en svensk fotbollstränare och tidigare fotbollsspelare som sedan 2020 är huvudtränare i Utsiktens BK i Superettan. Som ung sågs han som en stor talang, men spelarkarriären spolierades av många svåra knäskador.

## Biografi
Orovic är född i Södertälje. Hans föräldrar kom till Sverige på 1960-talet, och fadern, som tidigare hade varit OS-spelare för Jugoslavien, arbetade på Scania i Södertälje. Familjen flyttade till Hisingen i Göteborg när Orovic var omkring sju år gammal.

### Juniorkarriär
Orovic inledde fotbollskarriären i Lundby IF hemma på Hisingen på 1980-talet. Lundby hade ett mycket talangfullt pojklag i årskullen 1972; förutom Orovic spelade bland andra Teddy Lucic och det senare handbollsässet Ljubomir Vranjes i detta lag. De vann såväl pojkallsvenskan som Gothia Cup, och Orovic var lagets stora forwardsstjärna. Han fick smeknamnet "Hisingens Gerd Müller" och rankades av La Gazzetta dello Sport som en av de största talangerna i världen, före bland andra Zinedine Zidane. Redan i tonåren uppvaktades han av stora europeiska klubbar, men han gick i 15-årsåldern i stället till IFK Göteborg. Där vann han pojklagets interna skytteliga i stor stil, men han trivdes inte med pressen i IFK utan återvände till tryggheten i Lundby efter bara en säsong.

### Elitkarriär
Som 20-åring gick Orovic inför säsongen 1993 från Lundby till BK Häcken, som just hade gått upp i allsvenskan. Han hade erbjudits kontrakt av Manchester City, West Ham United och Malmö FF, men ville inte lämna hemstaden utan valde Häcken. Sin första säsong i Häcken spelade Orovic tolv allsvenska matcher och gjorde fyra mål, och våren därpå gjorde han ett mål på tio matcher i allsvenskan innan han sommaren 1994 råkade ut för sin första svåra skada då han vred knäet och drog av korsbandet.
Orovics kontrakt med Häcken gick ut efter säsongen 1994, och han gick därefter till Västra Frölunda. I Frölunda spelade han bara sju matcher (inga mål) när klubben åkte ur allsvenskan 1995, och han spelade sedan en halv säsong till för Frölunda i division I södra innan han sommaren 1996 lämnade klubben efter en konflikt med tränare Glenn Holm och ordförande Bertil Kristiansson. Han återvände då till Lundby, som också spelade i division I södra. I slutet av 1996 råkade han ut för ännu en korsbandsskada.
Efter en ny lång rehabilitering kontaktades en nu kontraktslös Orovic av det italienska Serie B-laget Foggia Calcio, som ville att han skulle provspela för dem. Under en träning med Foggia råkade han emellertid ut för ännu en korsbandsskada, och karriären var över. Orovic har senare öppet sagt att han var för lat och bekväm för att lyckas som elitfotbollsspelare, att han endast klarade sig på sin begåvning och att hans många skador berodde på att han var för dåligt tränad.
| ”                     | Jag älskade fotboll och ville bli bäst, men jag fattade inte vad som krävdes. Jag var lat. Bekväm. Kaxig. En jävla skitunge faktiskt. | „ |
| – Bosko Orovic, 2018. | |   |

### Tränarkarriär
Efter att ha lagt av med fotbollen började Orovic arbeta som kakelläggare i sin fars företag. 2002 började han på ledig tid träna division VI-klubben IF Vardar/Makedonija, och tog på bara tre år klubben ända upp till division III. 2005–2007 tränade han FK Kozara, 2009 var han U19-tränare i BK Häcken, och 2011 tränade han Assyriska BK. 2012 fick han sitt första heltidsjobb som tränare i Qviding FIF, där han hade rollen som såväl huvudtränare som sportchef till och med 2015.
I december 2015 presenterades Orovic som ny tränare i Syrianska FC i superettan, där han skrev på ett kontrakt på 1+1 år. Efter endast tio omgångar sade Orovic i maj 2016 upp sig med omedelbar verkan, och citerade personliga skäl. Vid det laget låg Syrianska FC näst sist i superettan.
Orovic värvades därefter först till göteborgska Gunnilse IS i Division 2 i juni 2016. Endast en dryg månad senare lämnade han uppdraget och tog istället över som huvudtränare i Utsiktens BK i Ettan Södra.
Den 26 juni 2017 skrev Orovic på ett 2,5-årsavtal med Gais, som ersättare till den sparkade Benjamin Westman. Två dagar senare var han med om en trafikolycka med sin vespa, där han blev påkörd av en bil och blev svårt skadad. Han var nära att mista ena benet och låg på sjukhus i tre veckor. Han kom tillbaka efter olyckan, och efter att Gais 2017 hade säkrat kontraktet i superettan blev han också sportchef i klubben. Orovic arbetsbefriades av Gais i juli 2019, när klubben låg på negativ kvalplats.
Orovic återvände därefter till Utsiktens BK, först som sportchef, men han övertog sedan istället rollen som huvudtränare. I december 2021 förlängde Orovic över säsongen 2023. Orovic lyckades i sin andra säsong tillbaka i Utsikten med att vinna Ettan Södra och säkrade därmed uppflyttning till Superettan 2022.

## Karriärstatistik

### Som spelare
| Lag                | Serie            | Säsong | Matcher | Mål |
| ------------------ | ---------------- | ------ | ------- | --- |
| BK Häcken          | Allsvenskan      | 1993   | 12      | 4   |
| BK Häcken          | Allsvenskan      | 1994   | 10      | 1   |
| Västra Frölunda IF | Allsvenskan      | 1995   | 7       | 0   |
| Västra Frölunda IF | Division I södra | 1996   |         |     |
| Lundby IF          | Division I södra | 1996   |         |     |

### Som tränare
| Lag          | Serie                     | Säsong | Placering | Kommentar                             |
| ------------ | ------------------------- | ------ | --------- | ------------------------------------- |
| Qviding FIF  | Division 1 Södra          | 2012   | 9         |                                       |
| Qviding FIF  | Division 1 Södra          | 2013   | 8         |                                       |
| Qviding FIF  | Division 1 Södra          | 2014   | 8         |                                       |
| Qviding FIF  | Division 1 Södra          | 2015   | 9         |                                       |
| Syrianska FC | Superettan                | 2016   | 13        | Lämnade efter 10 omgångar             |
| Gunnilse IS  | Division 2 Norra Götaland | 2016   | 13        | Ledde endast laget under 5 matcher    |
| Utsiktens BK | Division 1 Södra          | 2016   | 4         | Kom till klubben i mitten av säsongen |
| Utsiktens BK | Division 1 Södra          | 2017   | 3         | Lämnade klubben i mitten av säsongen  |
| Gais         | Superettan                | 2017   | 9         | Kom till klubben i mitten av säsongen |
| Gais         | Superettan                | 2018   | 10        |                                       |
| Gais         | Superettan                | 2019   | 12        | Lämnade klubben innan säsongens slut  |
| Utsiktens BK | Ettan Södra               | 2020   | 3         |                                       |
| Utsiktens BK | Ettan Södra               | 2021   | 1         | Uppflyttade till Superettan           |
| Utsiktens BK | Superettan                | 2022   | 11        |                                       |
| Utsiktens BK | Superettan                | 2023   | 3         | Förlorade kvalet till Allsvenskan     |
| Utsiktens BK | Superettan                | 2024   | 9         |                                       |